# Rajsavac
Rajsavac je naselje u srcu Požeške kotline, u općini Jakšić. Selo ima područnu školu, ribnjak "Zelena laguna", kapelicu i Crkvicu sv. Jurja i nogometni klub NK Dinamo Rajsavac. Gospodarstvo Rajsavca se bazira na poljoprivredi od koje živi većina stanovništva.

## Povijest
Do Drugoga svjetskoga rata Rajsavac je bio naseljen većinom Nijemaca i Hrvatima, Nijemci su napustili selo pred kraj rata. Prema popisu stanovništva iz 1910. godine Rajsavac je imao 205 stanovnika od čega 105 Nijemca.

## Stanovništvo
Prema popisu stanovništva iz 2001. godine Rajsavac je imao 378 stanovnika.
| broj stanovnika | 70    | 104   | 115   | 107   | 163   | 205   | 251   | 294   | 368   | 363   | 341   | 298   | 292   | 355   | 378   | 313   | 272   |
|                 | 1857. | 1869. | 1880. | 1890. | 1900. | 1910. | 1921. | 1931. | 1948. | 1953. | 1961. | 1971. | 1981. | 1991. | 2001. | 2011. | 2021. |